# Чинність
У логіці аргумент є чинним тоді і тільки тоді, коли істинність висновку гарантується істинністю припущень. Необов'язково, щоб чинний аргумент мав фактично істинний засновок, але необхідно, щоб він мав засновки, які, якщо вони істинні, гарантували правдивість висновків аргументу. Формула є чинною тоді й лише тоді, якщо вона істинна у кожнім тлумаченні. Форма чи схема аргументу чинна тільки тоді, коли кожен аргумент логічної форми є чинним.

## Чинність аргументів
Аргумент вважається чинним у тому випадку, якщо істинність його засновків тягне за собою істинність його висновку, а кожен крок, субаргумент або логічна операція в аргументі є чинними. В таких умовах підтверджувати засновок та заперечувати висновок само собою суперечливо. Умовна відповідність чинного аргументу — це логічна істина, а заперечення його умовної відповідності — протиріччя. Висновок — це логічний наслідок його засновку.
Аргумент, що не є чинним, називають нечинний.
Як приклад чинного аргументу можна навести відомий силогізм.
Усі люди смертні.
Сократ — людина.
Отже, Сократ є смертним.
Цей аргумент чинний не тому, що в ньому істинний засновок і висновок, а тому, що він має логічну потребу у висновку, що дана двома засновками. Аргумент був би настільки ж дійсним, якби засновки та висновок були хибними. Наступний аргумент має таку ж саму логічну форму, але з хибними засновками та висновком, але він все одно чинний:
Усі чашки зелені.
Сократ є чашка.
Отже, Сократ — зелена чашка.
У жодному разі у цих аргументів не виявляться і істинні засновки, і хибний висновок водночас Вищезгадані аргументи є чинні, на відміну від наступного нечинного:
Усі люди безсмертні.
Сократ є людина.
Отже, Сократ — смертний.
У такому випадку висновок суперечить дедуктивній логіці попереднього засновку, а не випливає з нього. Отже аргумент логічно нечинний, хоча висновки можуть бути розцінені як правдиві у загальних рисах. Засновок «Усі люди безсмертні» також буде вважатися хибним, бо він виходить за межі класичної логіки. Проте, в рамках цієї системи «істина» та «хиба» по суті функціюють більше як математичні явища, як бінарні 1 і 0, ніж як філософські концепції, з якими їх зазвичай асоціюють.
За стандартним судженням, чинний аргумент чи ні, — це питання логічної форми аргументу. Логіки використовували численні методи, щоб зобразити логічну форму аргументу. Як простий приклад, що прив'язаний до вищезгаданих пояснень: нехай літери «A», «B» та «C» відповідно позначають людей взагалі, смертних людей та Сократа. Використовуючи ці символи, ми бачимо перший аргумент таким чином:
Усі «A» є «B».
«C» належить до «A»
Отже, «C» теж є «B».
За тією ж логікою третій аргумент записується таким чином:
Жоден з «A» не належить до «B».
«C» належить до «А».
Отже, «C» є «B».
Аргумент називають формально чинним, якщо у нього є структурна послідовність, тобто якщо, коли операнди між засновками істинні, отриманий висновок також відповідає істині. У третьому прикладі початкові засновки не можуть прийти до логічного висновку, а отже відносяться до нечинного аргументу.

## Чинна формула
Формула на формальній мові є чинною тоді і тільки тоді, коли вона істинна під кожним можливим мовним тлумаченням. Простіше кажучи, це тавтологія.

## Чинність твердження
Ствердження може називатися чинним, тобто істинним з точки зору логіки, якщо воно чинне в усіх тлумаченнях.

## Чинність та правильність суджень
Чинність дедукції не впливає на істину засновку чи висновку. Наступний дедуктивний висновок є цілком чинний:
Усі тварини живуть на Марсі.
Усі люди — тварини.
Отже, усі люди живуть на Марсі.
Проблема цього аргументу в тому, що він неправильний. Дедуктивний аргумент має бути правильним, а дедуктивний висновок — чинним, а всі засновки — істинними.

## Застосовність і чинність
Теорія моделей аналізує формули відносно конкретних класів інтерпретації у відповідних математичних структурах. Отже, формула чинна, якщо всі інтерпретації підтверджують її істинність. Виведення чинне, якщо кожне тлумачення, що підтверджує засновок, підтверджує й висновок. Це явище відоме під назвою «змістова чинність».

## Збереження
У чинності, що зберігає істину, тлумачення, під якими кожна змінна призначається до логічного значення істинності, дає значення істинності.
У чинності, що зберігає хибу, тлумачення, під якими кожна змінна призначається до логічного значення хибності, дає значення хибності.
| Властивості збереження                   | Логічний сполучник висловлювань                                              |
| Зберігає істинність та хибність          | Судження, Кон'юнкція, Диз'юнкція                                             |
| Зберігає тільки істинність               | Тавтологія, Логічна еквівалентність, Логічна імплікація, Обернена імплікація |
| Зберігає тільки хибність                 | Протиріччя, Виключна диз'юнкція, Аб'юнкція, Анти-імплікація                  |
| Не зберігає ані істинність, ані хибність | Заперечення, Штрих Шефера, Стрілка Пірса                                     |

## n-чинність
Формула «А» у логіці першого порядку є n-чинною тоді і тільки тоді, коли вона є істинною під кожним тлумаченням, що має область визначення саме n-ної кількості членів.

### ω-чинність
Формула у логіці першого порядку є ω-чинною тоді і тільки тоді, коли під кожним тлумаченням у мові вона залишається істинною та має область визначення — нескінченну кількість членів.